# Нуксак (индейская резервация)
Нуксак (англ. Nooksack Indian Reservation) — индейская резервация, расположенная на Северо-Западе США в северо-западной части штата Вашингтон.

## История
Богатство и престиж в системе прибрежных салишей были тесно связаны с расширением семейной сети родственных, торговых и церемониальных связей. Весной и летом группы нуксак разделялись, чтобы ловить рыбу, охотиться, выкапывать моллюсков, собирать коренья и травы и торговать с соседними народами. В 1873 году была предпринята попытка перевезти их в резервацию Ламми. Через некоторое время нуксак вернулись на свои земли, поскольку они не были тесно связаны лингвистическими или родственными узами с ламми.
В 1934 году Конгресс США принял Закон Уилера—Говарда, также известный как Закон о реорганизации индейцев. Так как нуксак изначально не была предоставлена правительством США резервация, то Бюро по делам индейцев официально не признавало его племенем. В 1930-х годах нуксак начали работать над собственной конституцией.
В 1971 году племени была передана резервация площадью один акр (4000 м²) в районе Деминга после получения статуса федерального признания от правительства Соединённых Штатов. Впоследствии их земельная база увеличилась до 11,63 км², включая трастовые земли. 

## География
Резервация расположена на северо-западе Вашингтона в западной части округа Уотком, в 24 км к северо-востоку от города Беллингхем и к югу от американо-канадской границы.
Общая площадь Нуксак составляет 11,63 км², из них 11,39 км² приходится на сушу и 0,24 км² — на воду. Штаб-квартира племени находится в статистически обособленной местности Деминг.

## Демография
По данным федеральной переписи населения 2000 года, в резервации проживало 547 человек, из них, 68,2 % были идентифицированы исключительно как индейцы США.
В 2019 году в резервации проживало 1 101 человек. Расовый состав населения: белые — 146 чел., афроамериканцы — 2 чел., коренные американцы (индейцы США) — 660 чел., азиаты — 30 чел., океанийцы — 11 чел., представители других рас — 20 чел., представители двух или более рас — 232 человека. Плотность населения составляла 94,67 чел./км².

## Комментарии
1. ↑  В состав резервации входит часть населённого пункта.